# Zsolna–Kassa-vasútvonal
A Zsolna–Kassa-vasútvonal egy kétvágányú, villamosított vasútvonal Szlovákiában, amely Zsolnát és Kassát kapcsolja össze. A vonal jelölése 180-as fővonal. A vasútvonal a V. páneurópai közlekedési folyosó része, egyben Szlovákia egyik legfontosabb és legnagyobb forgalmú vasútvonala.

## Története
A vasútvonalat a Kassa–Oderbergi Vasút építette, és 1872-ben állították üzembe. A vasútvonal egyes szakaszainak megnyitása időrendben:
- 1870. szeptember 1.: Kassa - Sároskőszeg - Eperjes
- 1871. február 1.: Oderberg - Teschen
- 1871. február 8.: Teschen - Zsolna
- 1871. december 8.: Zsolna - Poprád
- 1871. december 12.: Poprád - Igló
- 1872. március 12.: Igló - Sároskőszeg

A vasútvonal eredetileg egyvágányú volt, és nem volt koncesszióköteles, ha két egymást követő évben a teljes éves profit meghaladja a 150 000 forintot mérföldenként. A teljes kétvágányúsítás csak 1955-ben készült el.
Az első világháború után az Osztrák–Magyar Monarchia megszűnésével a kulcsfontosságú vasútvonal a fiatal Csehszlovákiához került. Tulajdonképpen az egyetlen vasútvonal, amely összekapcsolta Csehországot a keleten fekvő Szlovákiával, és amely megszerzéséért Csehszlovákia harcolt Magyarországgal. Teschen városát szintén megosztották, de a vasútvonal és az állomás Csehszlovákia területén maradt, amely körül létrejött az új Cseh-Teschen (Český Těšín) városa.
A stratégiai fontosságú Kassa-Oderberg vasút kezelését 1921. február 1-én átvette a ČSD, de továbbra is a magánvállalat tulajdonában maradt. A második világháború után a vállalatot és a vasútvonalat államosították, a Kassa–Oderbergi Vasút tulajdonosa a csehszlovák állam lett. A vasútvonalat 1955-ben kétvágányúsították, majd 1964-re teljes hosszában villamosították.

## Vasútvonal
A vasútvonal kezdőpontja egy fontos csomópont, a Pozsony, Vágvölgy, Ostrava, Szilézia és kelet Szlovákia útvonalainak találkozása. Iránya főleg kelet-nyugati, a Vág és a Hernád folyók völgyében halad. Zsolnától kezdve változatos alagutakban halad át a Kis-Fátra és a Nagy-Fátra alatt, továbbhaladva a Liptói-, Poprádi- és Hernádi-medencében. A Hernád-völgye áttöri a Szlovák Paradicsom Nemzeti Parkot és a Gömör–Szepesi-érchegységet a Kassai-medencéig, ahol a vasútvonal már déli irányban halad Kassáig.

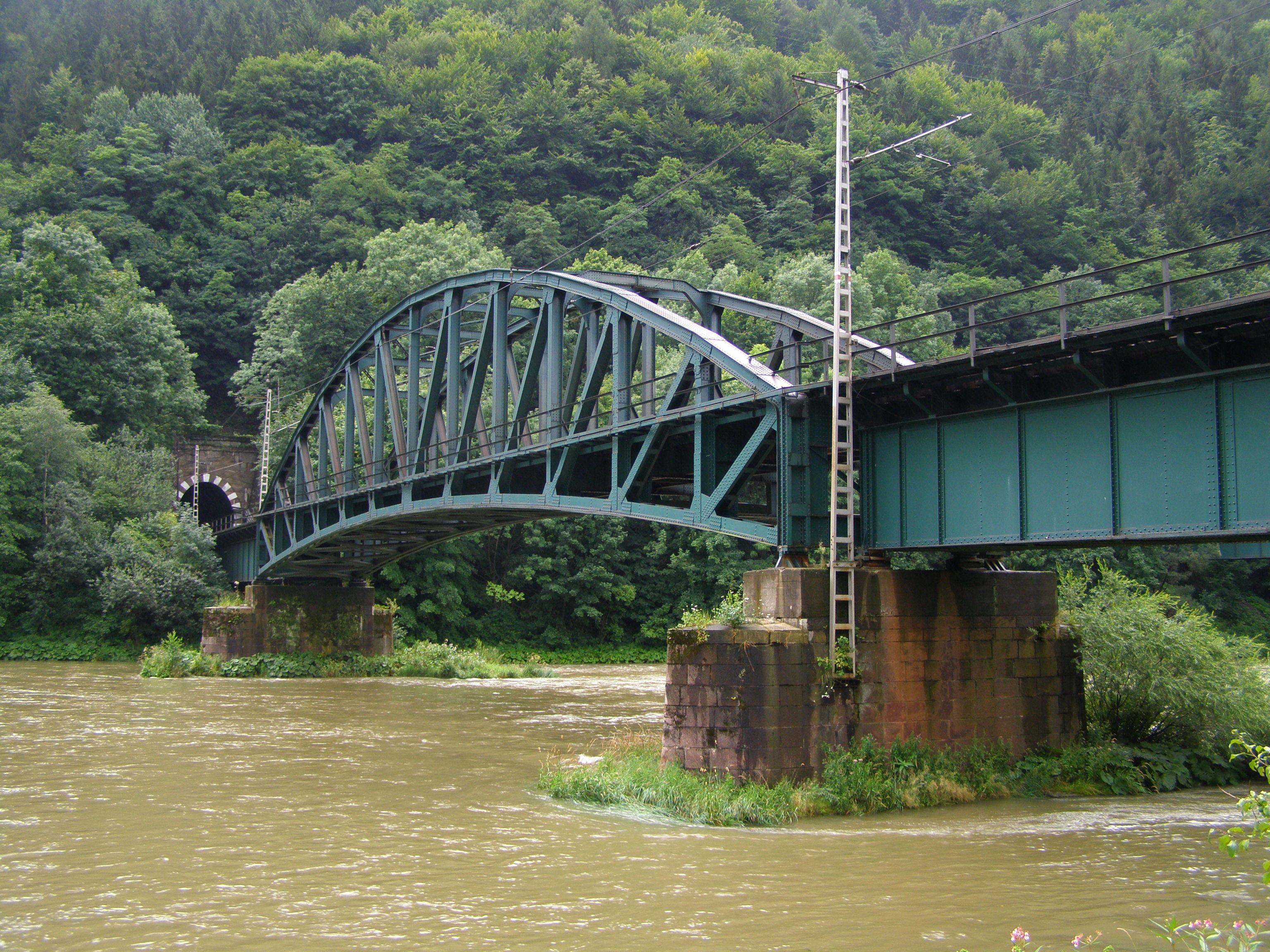
Óváraljai vasúti alagút és híd a Vág-kanyarulat (Domašínsky-meander) leküzdésére

### Modernizációja
2011-ben befejeződött az új Zsolna-Hernádtapolca rendezőpályaudvar építése.
A Tátra hegység alatt vezető vasúti szakasz modernizációja 2015 után kezdődik. Nem csak maga a vasútvonal, de Csorba vasútállomás épülete is renoválásra kerül. A vasútvonal új műszaki paraméterei miatt (többek között a 200 km/h maximális üzemi sebesség, és a 160 km/h minimum tervezési sebesség miatt) Csorba és Szvit között három kilométer hosszan (a szakasz 22%-a) új nyomvonalra is kerül. Emiatt a szakasz teljes hossza 12,868 kilométerről 12,700 km-re rövidül.

## Galéria

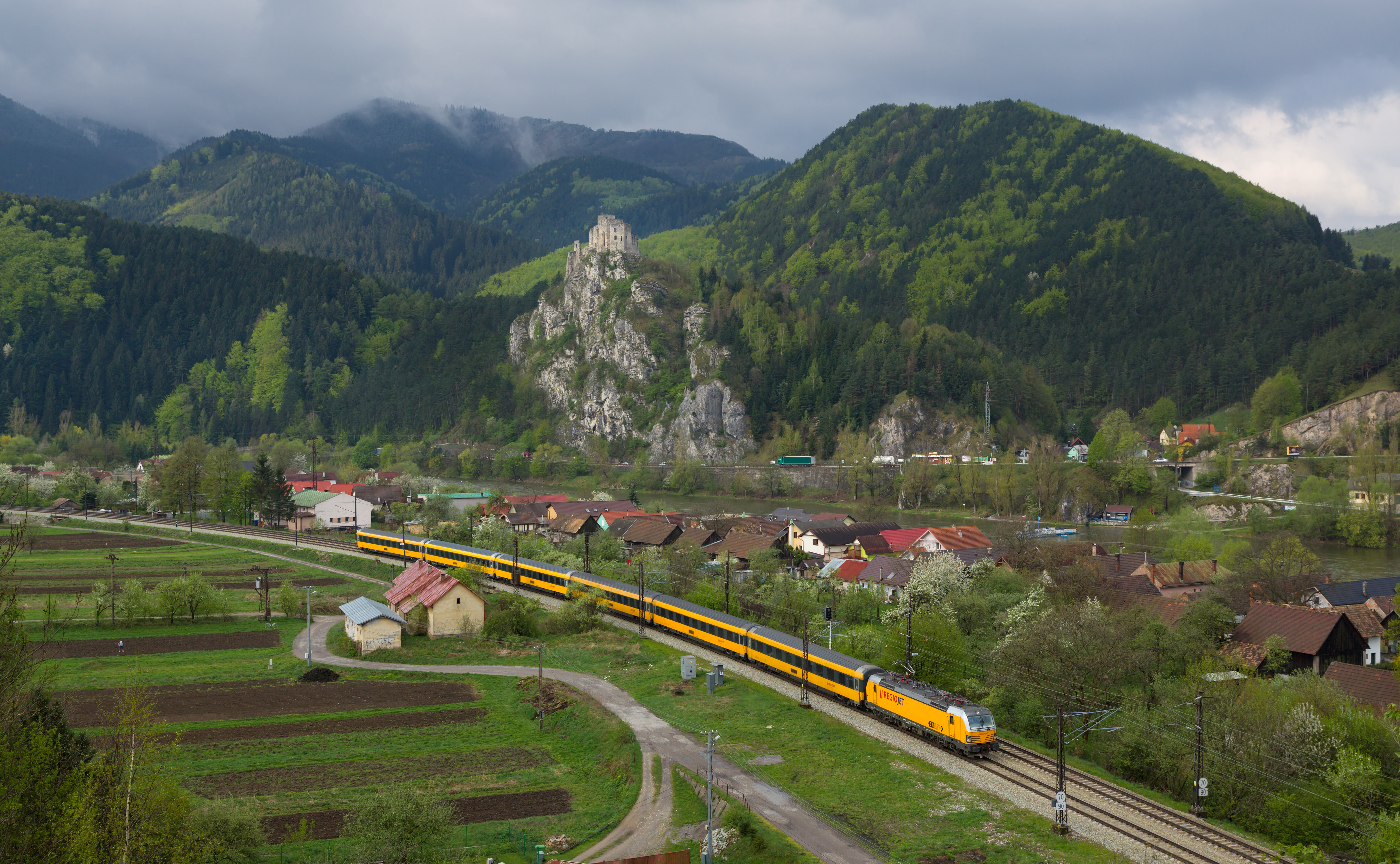
Regiojet Sztrecsény közelében
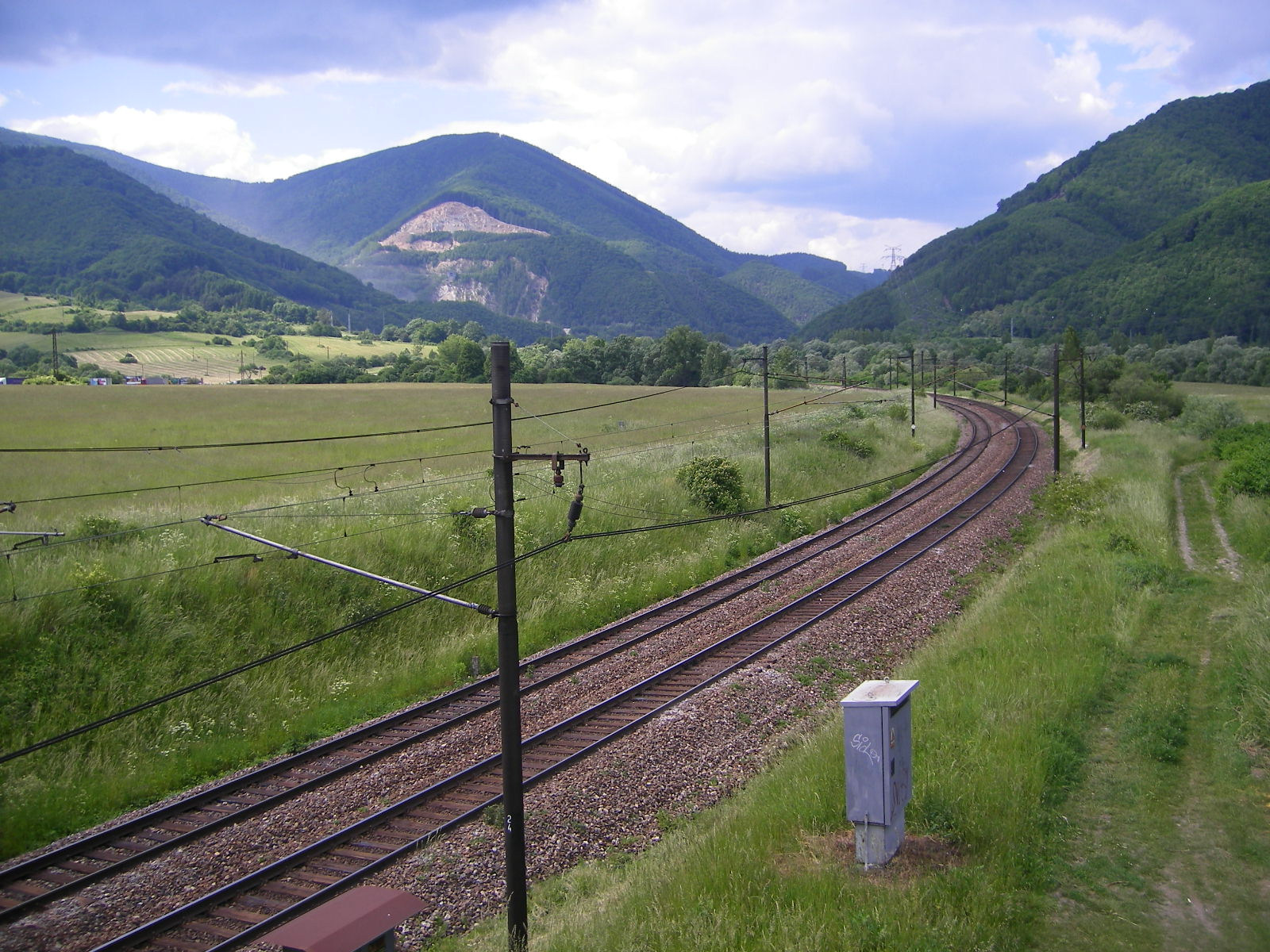
Ruttka környéke
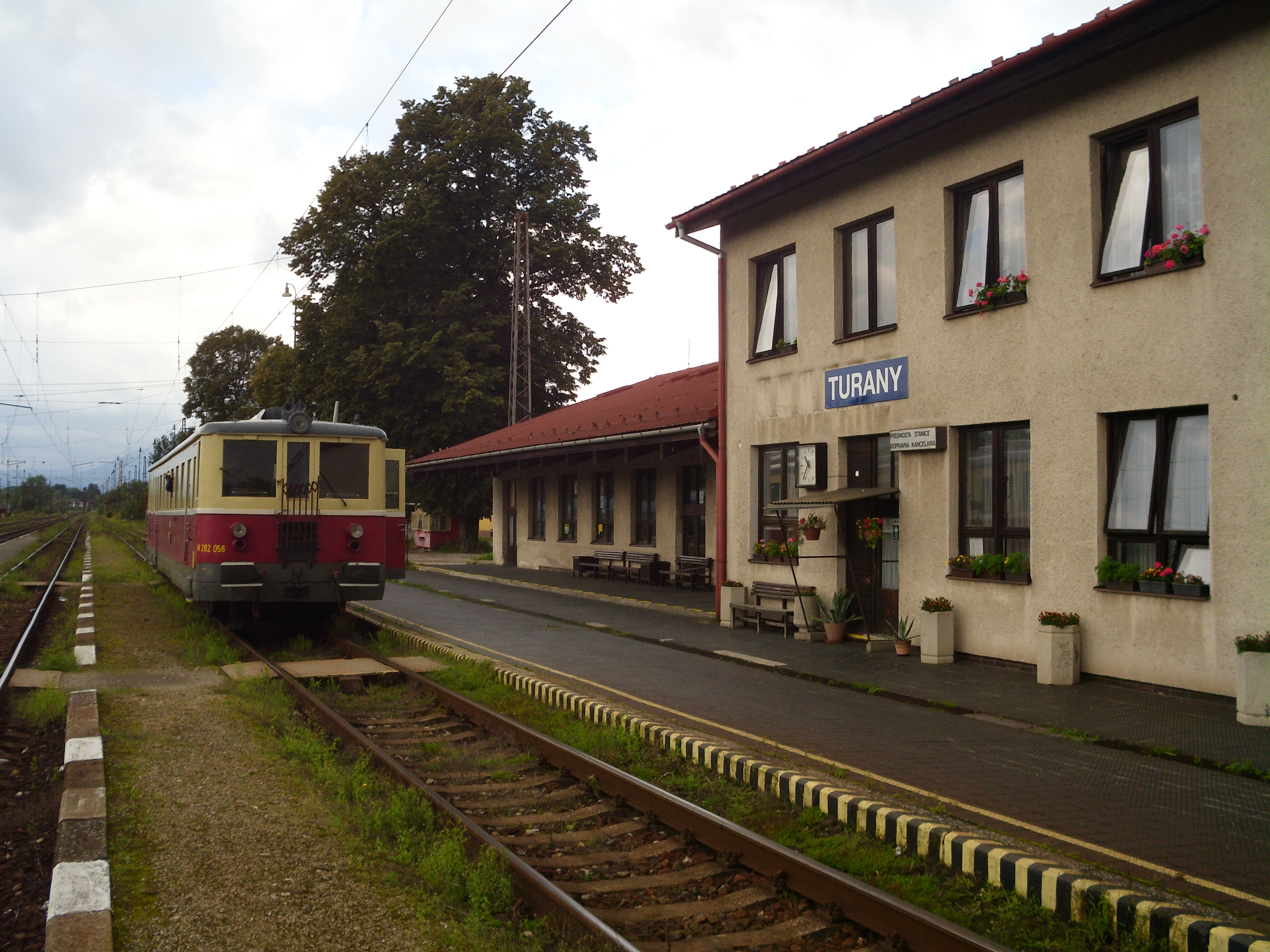
Nagyturány vasútállomás
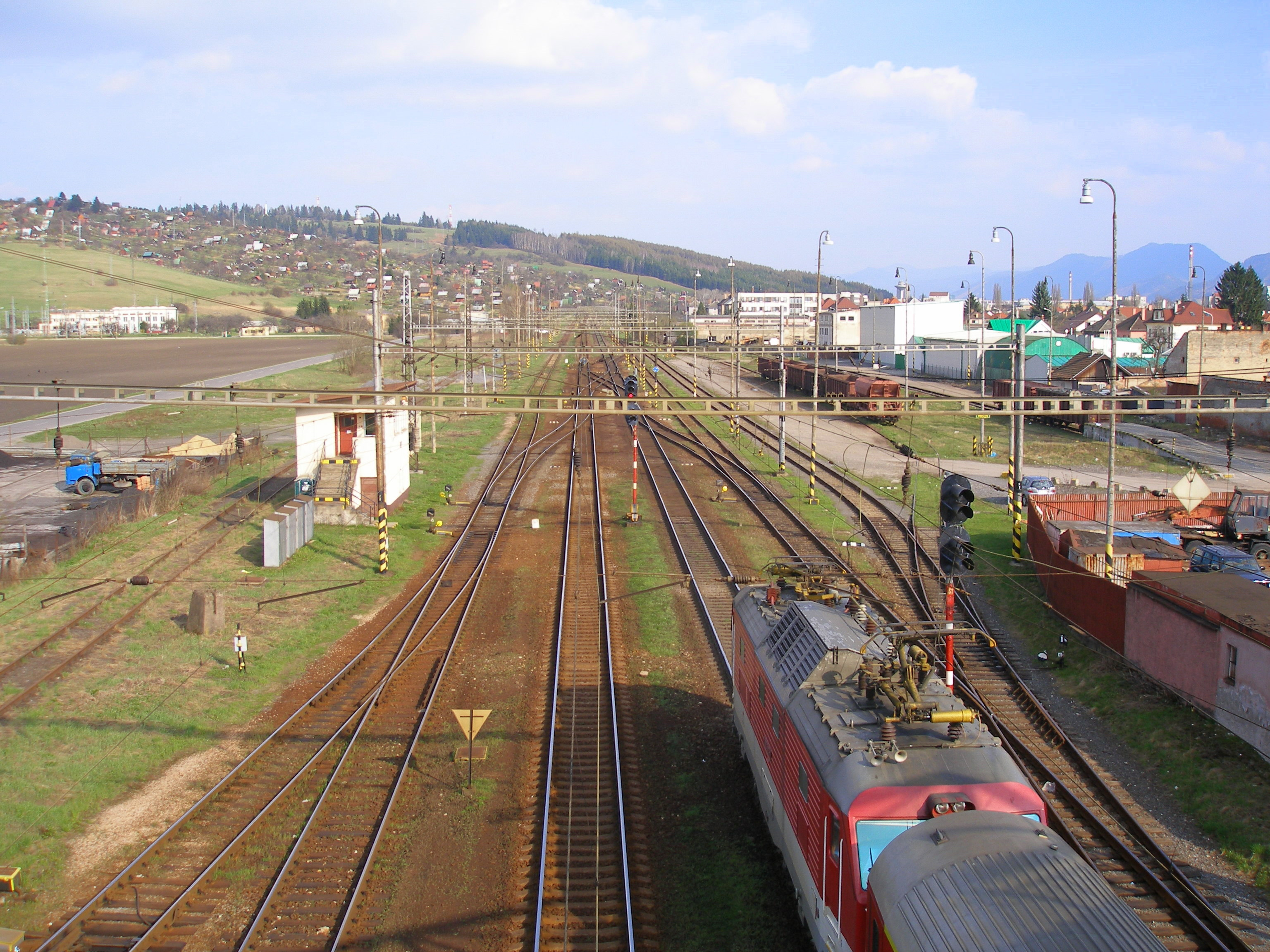
Liptószentmiklós állomás
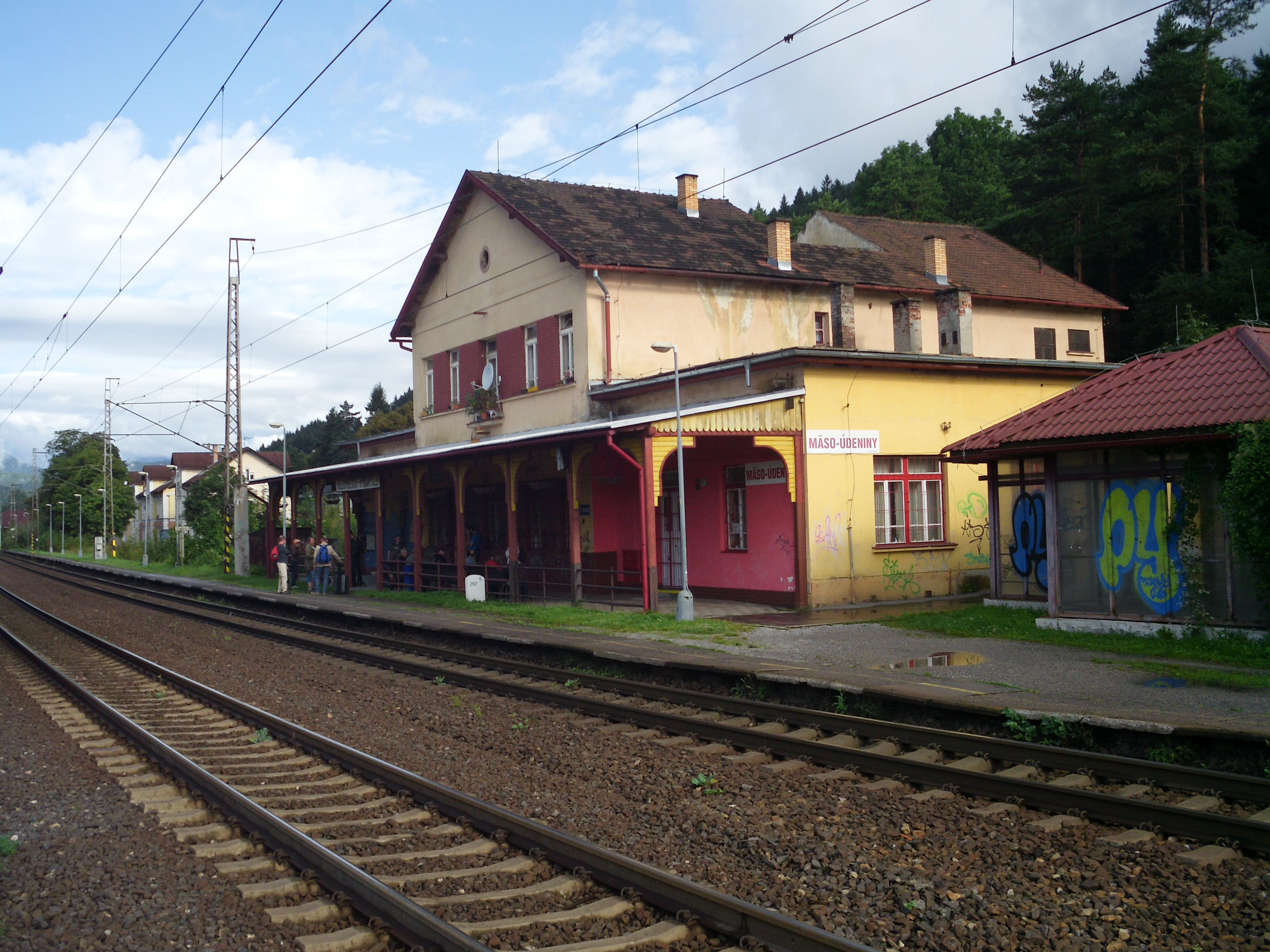
Rózsahegy-Rybárpole vasútállomás
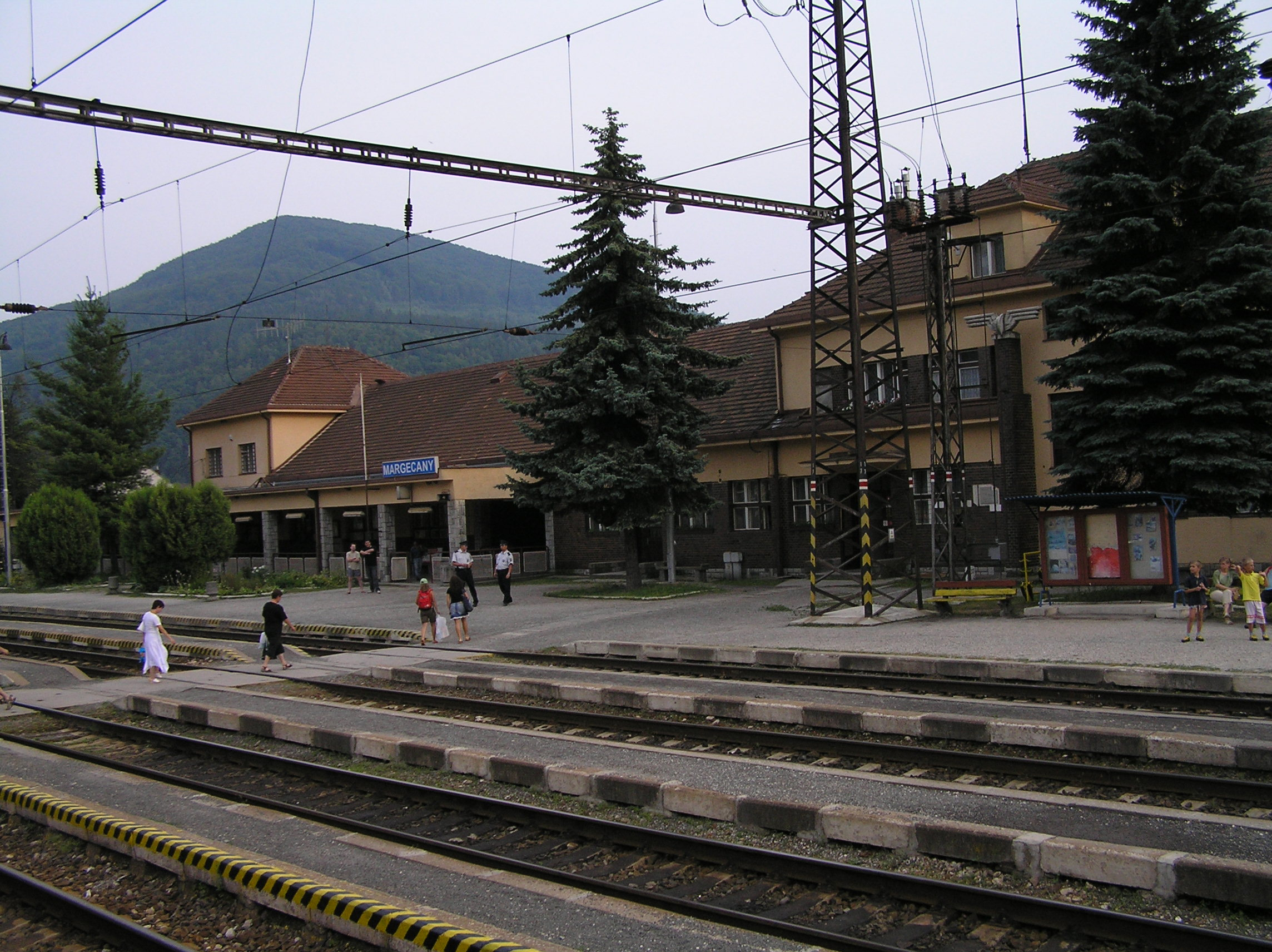
Margitfalva vasútállomás
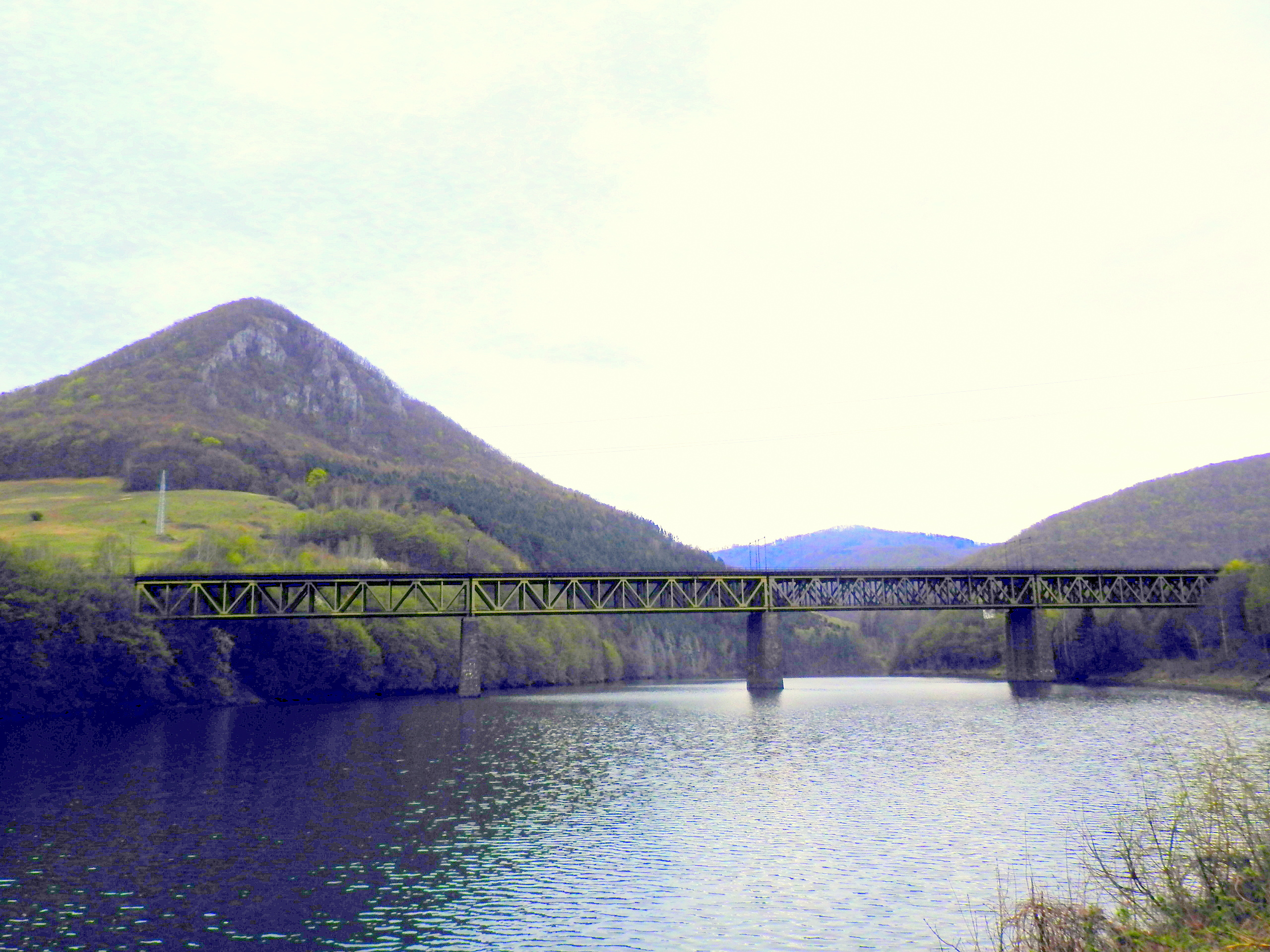
Ruzsini viadukt
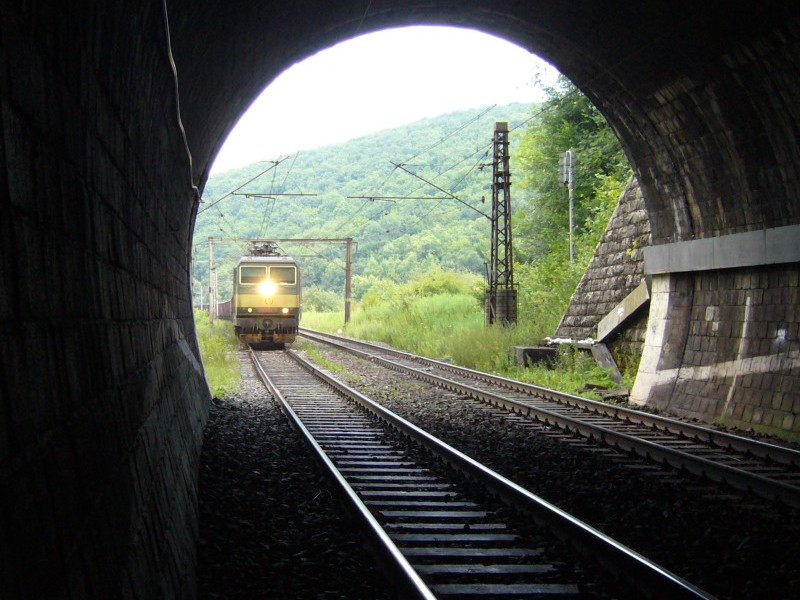
Hernádtihanyi-alagút

## Fordítás
- Ez a szócikk részben vagy egészben  a(z)   Železničná trať Žilina – Košice című szlovák Wikipédia-szócikk fordításán alapul.  Az eredeti cikk szerkesztőit annak laptörténete sorolja fel. Ez a jelzés csupán a megfogalmazás eredetét és a szerzői jogokat jelzi, nem szolgál a cikkben szereplő információk forrásmegjelöléseként.